# アルバ (ポルデノーネ県)
アルバ（伊: Arba）は、イタリア共和国フリウリ＝ヴェネツィア・ジュリア州ポルデノーネ県にある、人口約1,300人の基礎自治体（コムーネ）。

## 地理
ポルデノーネ県東部のコムーネである。アルバの集落は、県都ポルデノーネの北北東約23km、ウーディネの西南西約36km、ヴェネツィアの北北東約87km、州都トリエステの北西約95mに位置する。

### 位置・広がり

#### 隣接コムーネ
- カヴァッソ・ヌオーヴォ
- ファンナ
- マニアーゴ
- セクアルス
- スピリンベルゴ
- ヴィヴァーロ

### 気候分類・地震分類
アルバにおけるイタリアの気候分類 (it) および度日は、zona E, 2736 GGである。
また、イタリアの地震リスク階級 (it) では、zona 2 (sismicità media) に分類される。